# زایمان در بنین
شیوه‌های زایمان در بنین به شدت تحت تأثیر ساختار اجتماعی-سیاسی این کشور در منطقه غرب آفریقا قرار دارد.

## پیش‌زمینه

### ساختار اجتماعی و سازمان
حدود ۵۰ گروه فرهنگی در بنین حضور دارند که برجسته‌ترین آن‌ها شامل فون‌ها (۳۹٫۲٪)، آجاها (۱۵٫۲٪)، یوروباها (۱۲٫۳٪)، و باتومبو/باریباها (۹٫۲٪) می‌باشند.
جمعیت بنین در سال ۲۰۲۲ حدود ۱۳٬۷۵۰٬۰۰۰ تخمین زده شد که ۵۰٪ از آن‌ها در محیط‌های شهری زندگی می‌کنند و نرخ شهرنشینی ۴٪ است. بنین در رتبه ۱۶۳ از میان ۱۷۷ کشور درشاخص توسعه انسانی قرار دارد.
چهل‌وچهار درصد از جمعیت زیر ۱۵ سال هستند و ۴۲٪ از آن‌ها باسواد هستند.
عمل چندهمسری در بنین همچنان پابرجاست، هرچند در سال‌های اخیر کاهش چشمگیری داشته است. در بازه زمانی میان سال‌های ۱۹۹۶ تا ۲۰۰۶، نسبت مردان حاضر در ازدواج‌های چندهمسری از ۳۳٪ به ۲۶٪ کاهش یافت، و این میزان در زنان از ۵۰٪ به ۴۲٪ رسید. زنان به‌طور معمول در سنین ۱۸ تا ۱۹ سالگی ازدواج می‌کنند، در حالی که مردان اغلب تا سن ۲۵ سالگی وارد زندگی مشترک می‌شوند.
در بنین زبان‌های متعددی صحبت می‌شود، اگرچه زبان رسمی این کشور فرانسوی است. زبان‌های فون و یوروبا در جنوب کشور بیشترین رواج را دارند، در حالی که در شمال حدود ۶ زبان بومی اصلی وجود دارد.
در بنین زبان‌های متعددی صحبت می‌شود، اگرچه زبان رسمی این کشور فرانسوی است. زبان‌های فون و یوروبا در جنوب کشور بیشترین رواج را دارند، در حالی که در شمال حدود ۶ زبان بومی اصلی وجود دارد.

### سیستم سیاسی و اقتصادی
از زمان استقلال در اول اوت ۱۹۶۰، بنین به عنوان الگویی برای دموکراسی در غرب آفریقا شناخته شده است. در دسامبر ۱۹۹۰، قانون اساسی که رژیم انتخاباتی فعلی را تعیین می‌کند، تصویب شد. این قانون اساسی حقوق بشر در بنین و حق رأی همگانی را تضمین می‌کند. در سال ۱۹۹۹، پانزده ناحیه با هدف تمرکززدایی از نهادهای حکومتی به رسمیت شناخته شدند.
کشاورزی همچنان فعالیت اصلی اقتصادی در بنین محسوب می‌شود. این کشور محصولاتی نظیر پنبه، بادام‌زمینی و محصولات نخل را صادر می‌کند و در داخل بر تولید ذرت، سیب‌زمینی شیرین، مانیوک، لوبیا، ارزن و سورگوم متمرکز است. صنایعی مانند نساجی، فرآوری مواد غذایی، مصالح ساختمانی و سیمان بخش عمده‌ای از بخش صنعتی را تشکیل می‌دهند.

### دین
ادیانی که در بنین پیروی می‌شوند شامل موارد زیر هستند: مسیحی (۴۲٫۸٪)، مسلمان (۲۴٫۴٪)، وودو (۱۷٫۳٪) و «سایر» (۱۵٫۵٪). از میان افرادی که به عنوان مسیحی شناخته می‌شوند، ۲۷٫۱٪ کاتولیک، ۵٪ سلستیال، ۳٫۲٪ متدیست و ۲٫۲٪ دیگر پروتستان هستند. در بنین، افرادی که به دینی مانند مسیحیت یا اسلام پایبند هستند، ممکن است تحت تأثیر باورهای مذهبی سنتی مانند وودو قرار گرفته و جنبه‌هایی از وودو را در کنار مسیحیت یا اسلام اجرا کنند.

### محیط فیزیکی
بنین از سمت جنوب با اقیانوس اطلس، از سمت غرب با توگو، از سمت شمال با بورکینافاسو و نیجر، و از سمت شرق با نیجریه هم‌مرز است. آب‌وهوای این کشور گرمسیری است و گرما و رطوبت بیشتر سال ادامه دارد. میانگین دما ۲۵ درجه سلسیوس (۷۷ درجه فارنهایت) است و دما در ماه مارس به اوج خود می‌رسد و در ماه اوت کاهش می‌یابد. فصل بارانی از ماه ژوئیه تا اکتبر ادامه دارد.

### نظریه‌های سلامت و بیماری
در بنین، سلامت و بیماری اغلب به‌طور نزدیک با باورها و رسوم معنوی ارتباط دارند. آیین‌های وودو و طب سنتی بازتاب‌دهندهٔ معنویت در بیماری‌ها و همچنین در درمان آن‌ها هستند. در میان باریباها در شمال بنین، بیماری‌های محلی به‌عنوان گروهی از علائم شناسایی می‌شوند که پزشکی مبتنی بر علم نه علت‌شناسی مشخصی برای آن‌ها ارائه می‌دهد و نه درمانی. توضیحات این نوع بیماری‌ها اغلب ماهیتی معنوی دارند و ناشی از نیت بد فردی دیگر یا تعامل با عناصر خاصی از طبیعت محسوب می‌شوند.
با ورود استعمار، بیمارستان‌ها برای درمان بیماری‌ها و حتی زایمان زنان به وجود آمدند. مصرف‌کنندگان طب سنتی نسبت به بیمارستان‌ها تردید داشتند، زیرا درمانگران محلی به خاطر توانایی حفظ اسرار شهرت داشتند، درحالی‌که ارائه‌دهندگان خدمات درمانی در بیمارستان‌ها به دلیل عدم پایبندی به محرمانگی بیمار بدنام شده بودند.
به‌طور سنتی، درمانگران در شمال بنین برای ارائه خدمات خود درخواست پول نمی‌کردند، بلکه مشتریان هنگام دریافت درمان‌ها به آن‌ها هدایا اهدا می‌کردند. با ظهور بیمارستان‌ها و هزینه‌های مرتبط با آن‌ها، مدل جدیدی از مراقبت‌های بهداشتی معرفی شد که برای مردم باریبا به‌شدت غیرمنطبق با فرهنگ و باورهای آن‌ها بود.